# ドアミラー

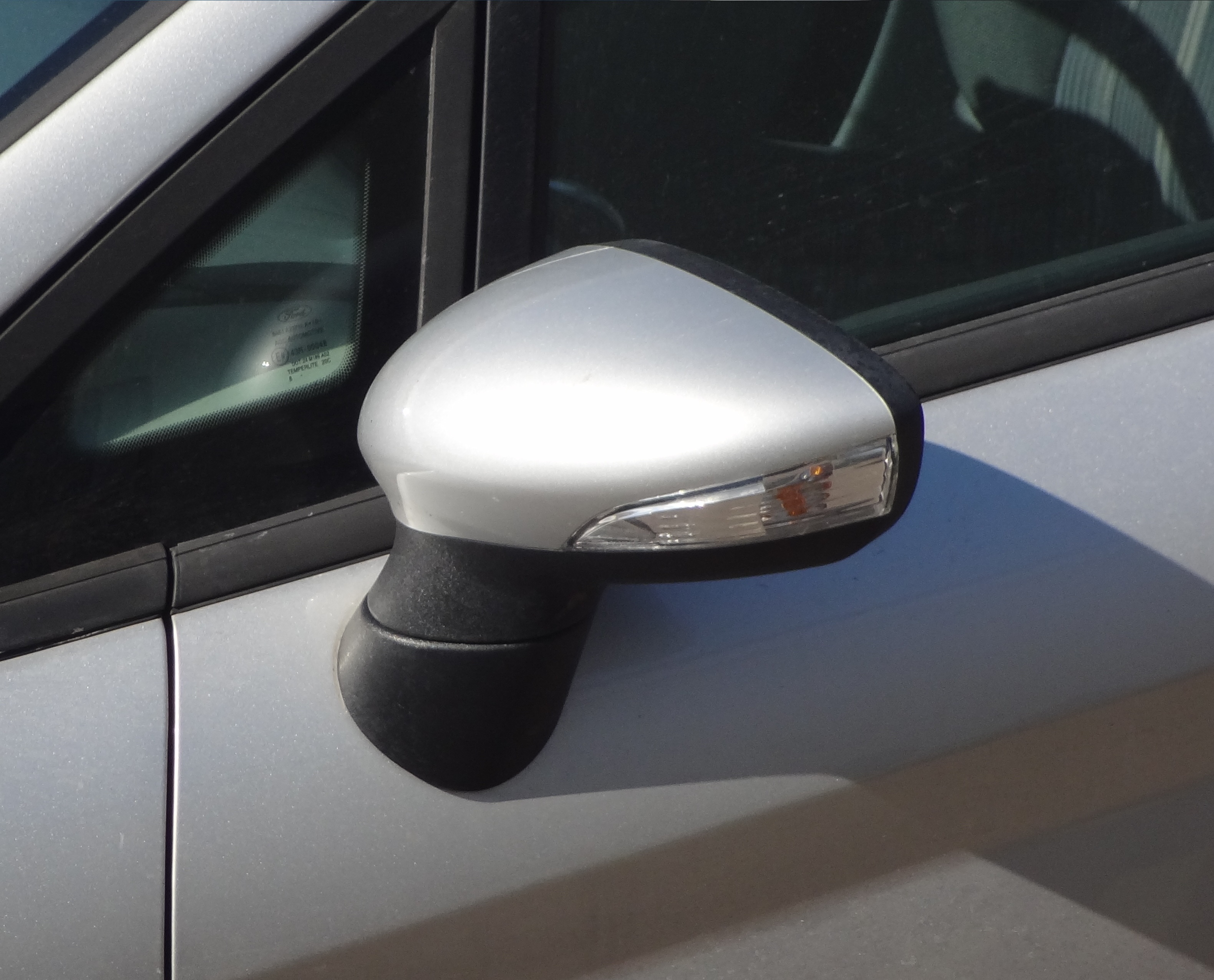
方向指示器を内蔵したドアミラー

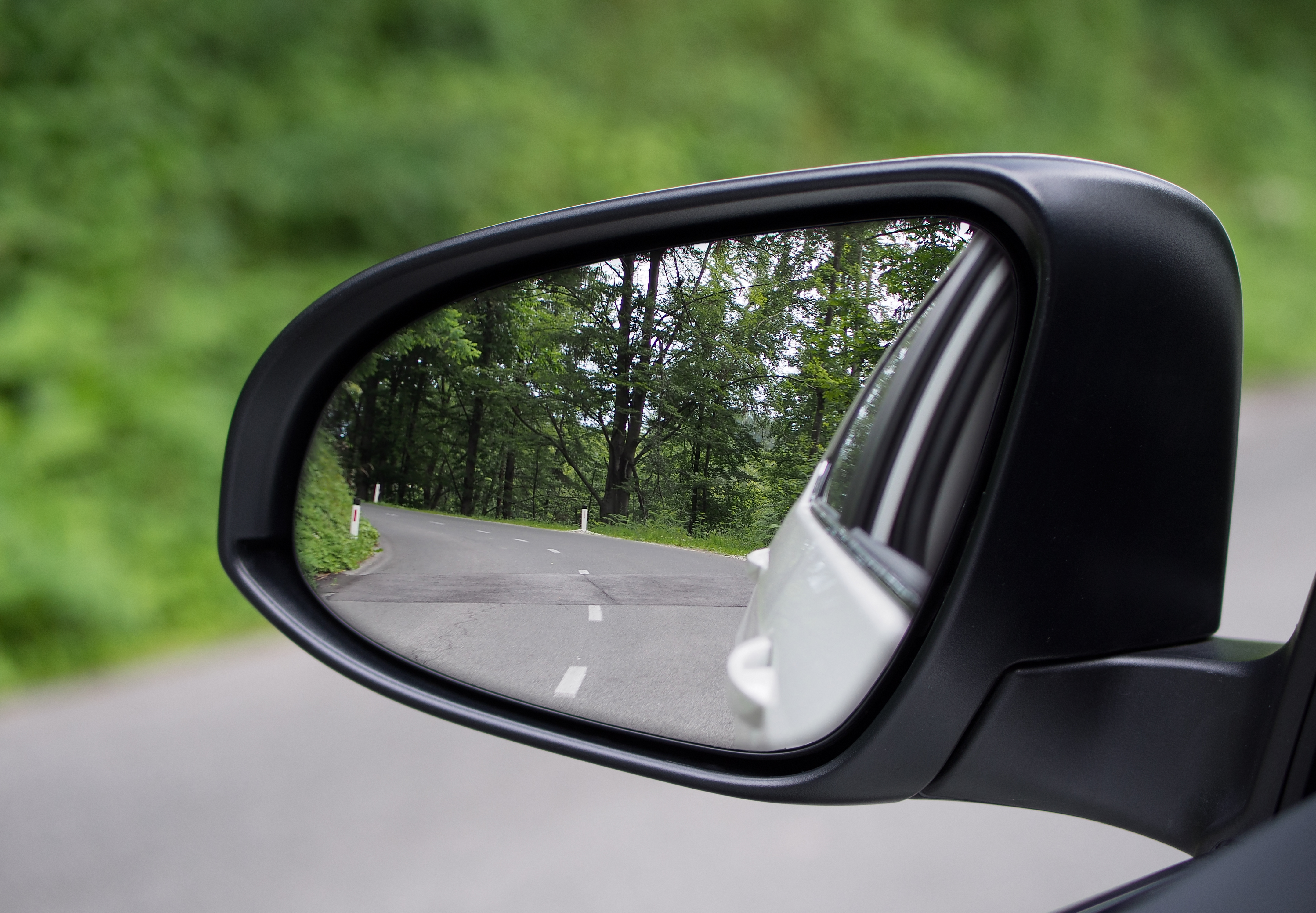
ドアミラーの鏡像

ドアミラー（door mirror）とは、自動車の後写鏡（バックミラー）の一種。車両の前席ドア外側に装着して運転手が側方、後方の確認に使用する。英語ではフェンダーミラーを含めてウイングミラー（wing mirror）と呼ばれる。

## 特長
同じ車外後写鏡（サイドミラー）であるフェンダーミラーと比較すると、鏡面と目の距離が近いため鏡像が大きく確認しやすい、対人事故の際に危険な突起物となりにくいといった利点がある。

## 構造

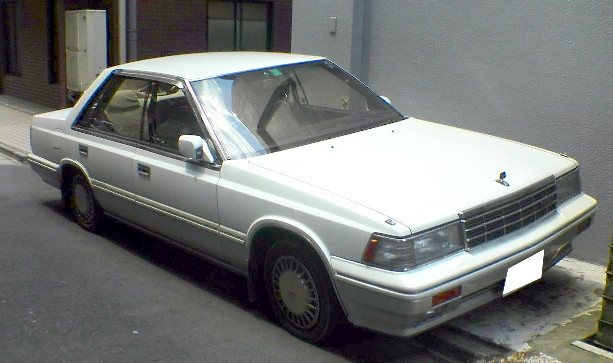
ドアミラーを格納した日産・ローレルC32

一般的に自動車で最も幅を取る部分であり、駐車時などに折り畳める構造を持つ格納式ドアミラーが多い。1984年（昭和59年）に発売された日産・ローレルで、運転席からのスイッチで格納するドアミラーが搭載された。以後世界的に電動格納式ドアミラーが広まり、ドアロックやエンジンスイッチとも連動する様になる。方向指示器を備えるものもある。また日本などでは、歩行者への衝突時に衝撃を緩和する構造である事が義務付けられている。

## 歴史

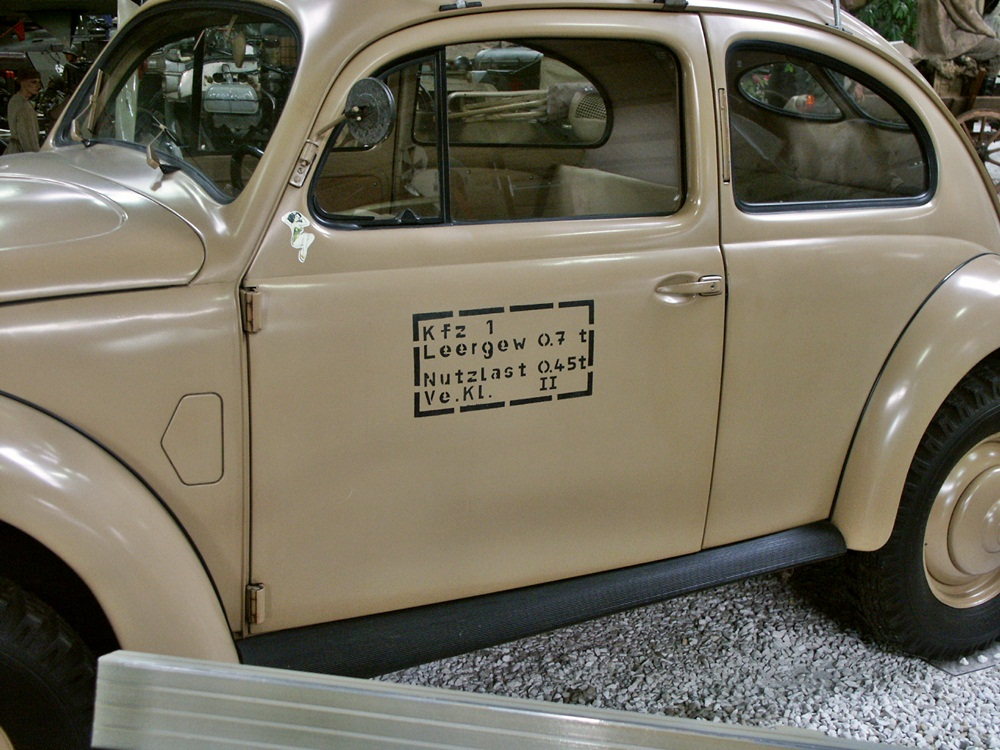
第二次世界大戦時のフォルクスワーゲン Typ 82E。運転席側の窓枠にのみドアミラーが取り付けられている。

### 初期
自動車が密閉式の構造となると、それ以前の様に後写鏡を風防に取り付ける事ができなくなり、代わりにフェンダーやドアに取り付けられる様になった。
車外後写鏡は1950年代のイギリスで一部の自動車にフェンダーミラーが取り付けられたのが最初である。ただし、初期には車体の外側に装着されるバックミラーそのものを装備していない自動車もあり、トヨタ博物館に展示されている初代クラウン後期型（1960年式）にもバックミラーはなく、ミニ、フォルクスワーゲン、シボレーなどでも装着はまちまちだった。

### ドアミラーへの移行

#### 欧米
欧米諸国では1960年代初頭にはドアミラーの装備が主流となっておりフェンダーミラー車は極めて少数派だった。ボルボ・カーズのように一貫してドアミラーを採用したメーカーもある。

#### 日本
日本では1983年までボンネットのないキャブオーバー型車両を除いて外部後写鏡はフェンダーミラー以外認められなかった時期がある。
サイドミラー装着が義務付けられた1951年以降も、サイドミラーの取り付け位置に関する法的規制は無かったが、運輸省自動車局は、フェンダーミラーよりも危険であるとして、ドアミラー車を型式認定や車検で許可しなくなり、日本で販売される乗用車は、全てがフェンダーミラー車となった。一方でドアミラー自体は禁じておらず、フェンダーミラー車にドアミラーを追加する事は問題とされなかった。
運輸省のドアミラー不認可は、フェンダーミラー車を製造しない外国から非関税障壁と非難され、1977年頃から輸入車のみドアミラーが認められる様になる。
いすゞは1981年にピアッツァを発売する際、ドアミラーでの型式認定を運輸省と交渉するが、行政指導を受けてフェンダーミラーへ変更させられている。
輸入車のみへの優遇措置に、日本国内で批判が高まり、1983年3月18日に運輸省自動車局は各陸運支局に対し「車体外後写鏡の取付位置について」（自車第186号）を通達。「交通状況を確認できる後写鏡」は、右側後写鏡は車両中心面となす角度が55度以下であること、左側後写鏡は車両中心面となす角度が75度以下であることとし（右ハンドル車の場合。左ハンドル車は逆）、この通達をもって、ドアミラー車が解禁された。
1983年5月、日産・パルサーエクサのドアミラー仕様車が発売され、規制撤廃後の日本製ドアミラー車第一号となった。同月にはいすゞ・ピアッツァのドアミラー仕様車も登場している。ドアミラーはデザイン性も支持され、以後は日本車もドアミラー車となった。

### 電子ミラーの導入
2015年、国際連合欧州経済委員会（UN/ECE）は後写鏡に関する規則で電子ミラーを盛り込む改訂を行った。日本でも2016年に道路運送車両の保安基準が改正され、基準を満たす場合には従来の後写鏡を装備しない電子ミラーのみの車両が認められることになった。
2018年10月、レクサスは日本向けの新型レクサス・ESに世界で初めてデジタルアウターミラーを採用することを発表。

レクサス・ESのデジタルアウターミラー
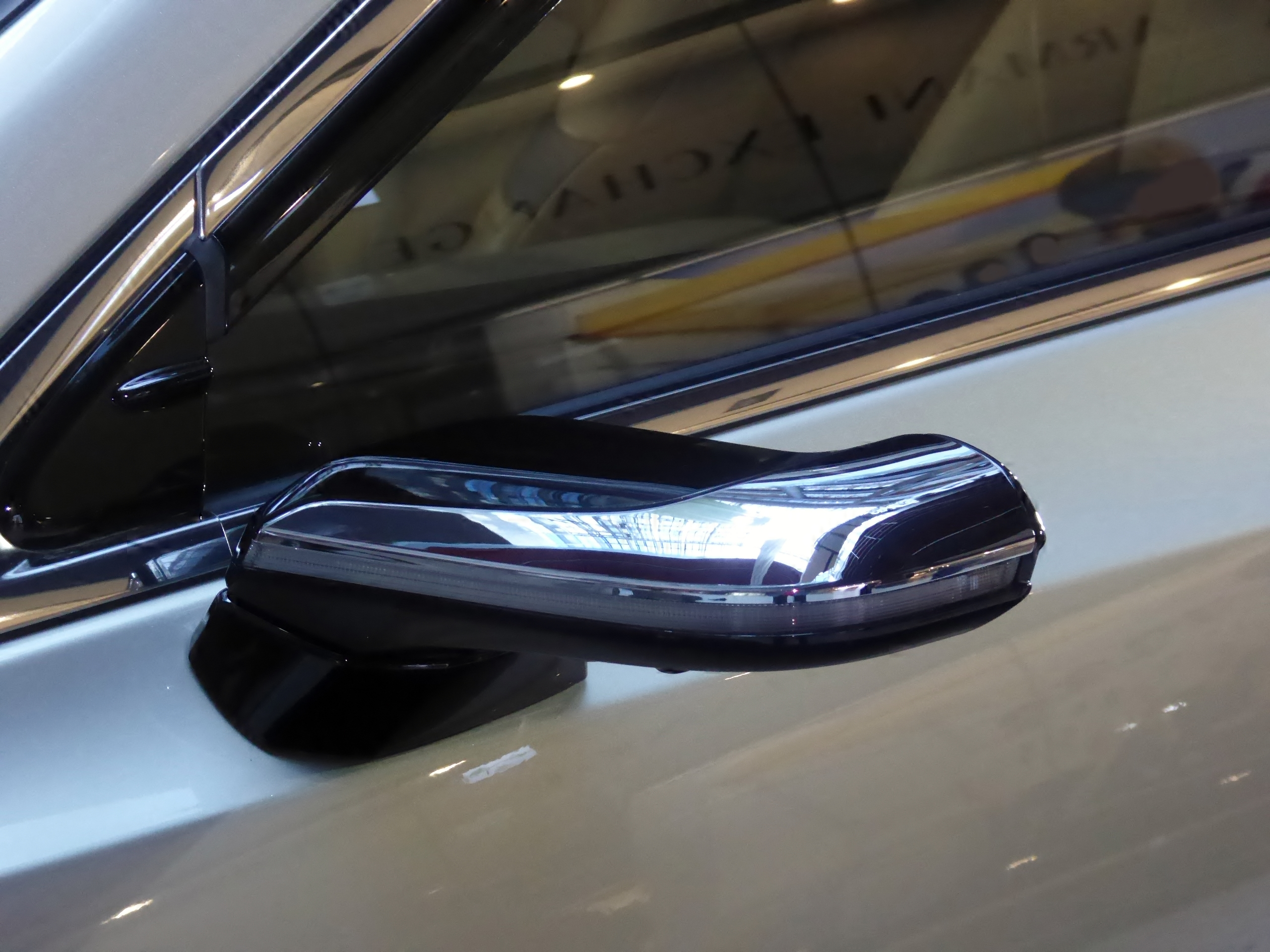
カメラ部（助手席側を前方より）
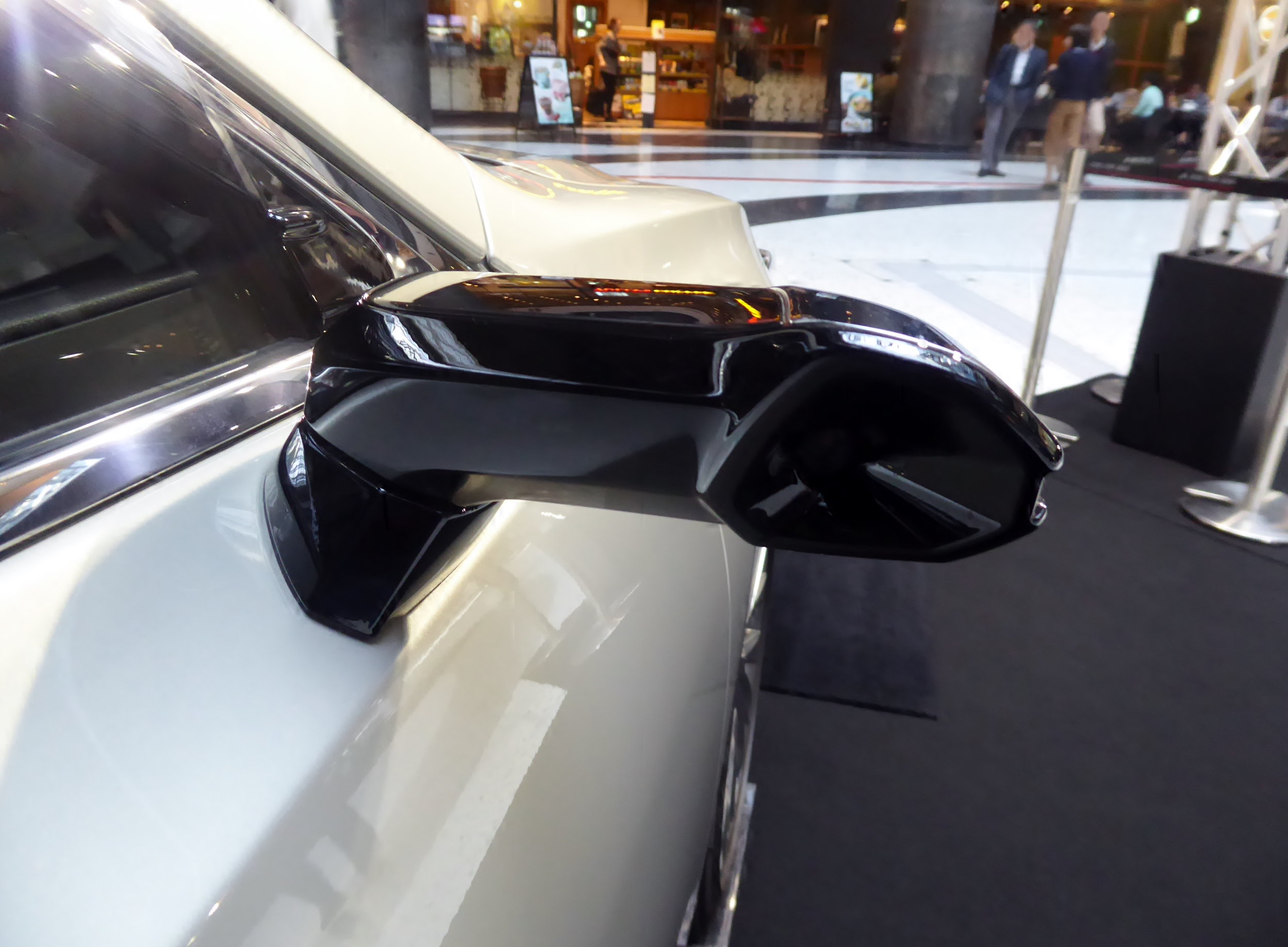
カメラ部（運転席側を後方より）
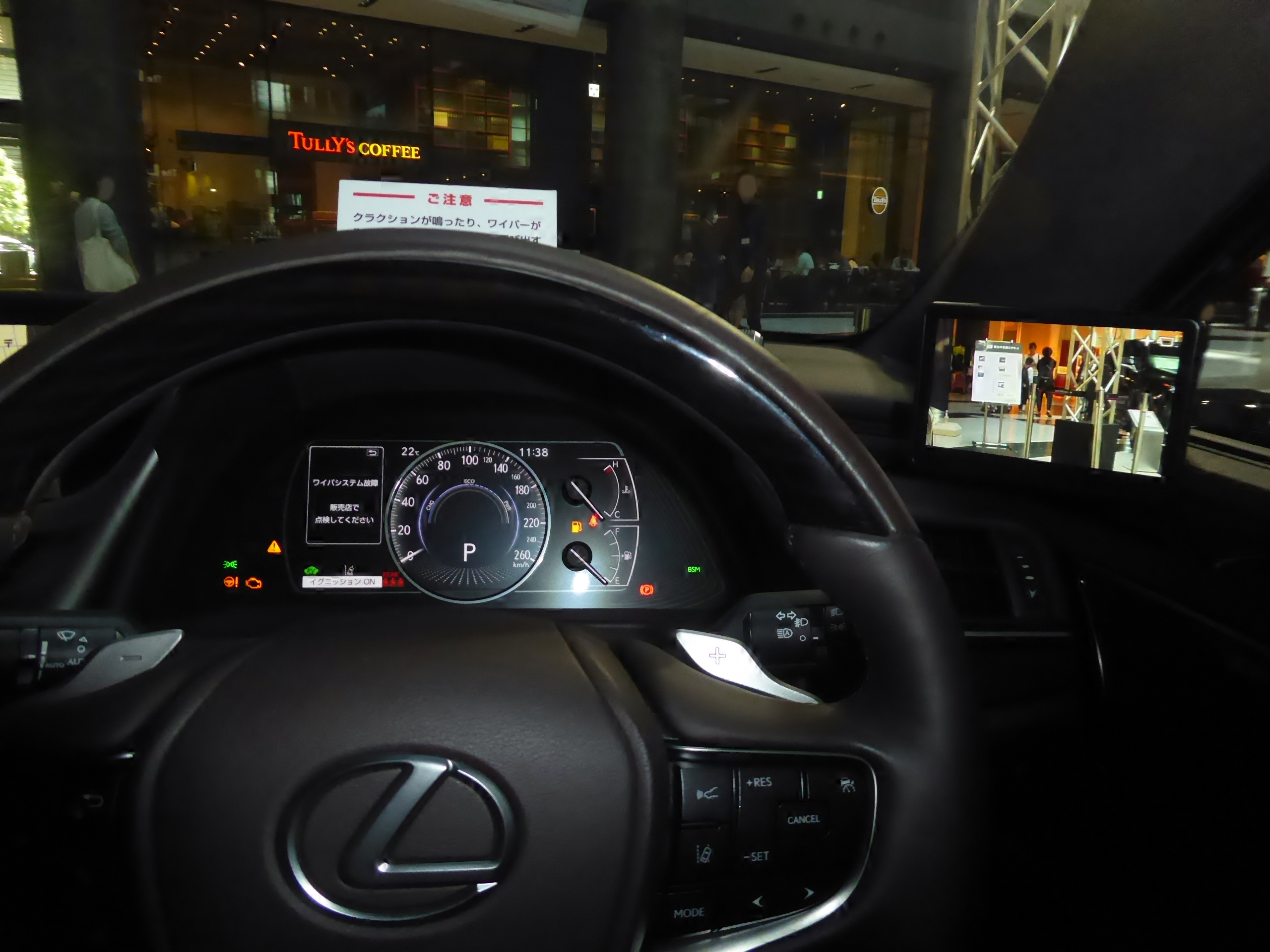
表示部（運転席側）